# شركة تقدم العالمية للاتصالات وتقنية المعلومات
شركة تقدم العالمية للاتصالات وتقنية المعلومات (آيكتك)، هي شركة مساهمة عامة سعودية، مدرجة في السوق الموازية السعودية "نمو"، الشركة أسست في عام 2016 بمدينة الرياض، تعمل في مجال تقديم الحلول التقنية والأمنية، ويبلغ راس مالها الحالي عشرين مليون (20.000.000) ريال سعودي.

## التاريخ
تأسست شركة تقدم العالمية للاتصالات وتقنية المعلومات كشركة ذات مسؤولية محدودة، بموجب السجل التجاري الصادر بمدينة الرياض برقم (1010998871) وتاريخ 12-07-1437هـ الموافق 19-04-2016م. وبرأس مال قدره مائة ألف(100.1000) ريال سعودي مقسمة إلى مائة (100) حصة عيني ة متساوية القيمة قيمة كل حصة منها ألف (1.000) ريال سعودي، وتتمثل الحصص العينية في أثاث مكتبي وأجهزة حاسب آلي. وبتاريخ 02-04-1442هـ الموافق (17-11-2020م) قرر الشركاء زيادة رأسمال الشركة إلى عشرين مليون (20.000.000) ريال سعودي مقسم إلى مليوني (2.000.000)حصة نقدية، قيمة كل حصة منها عشرة (10) ريالات سعودية. وبتاريخ 29-04-1442هـ الموافق (14-12-2020م) تنازل الشريك: عبد الله آل شريم عن عدد مليون ومائتي ألف (1.200.000) لصالح المساهمين الجدد البالغ عددهم مائة وأحد عشر (111) شريك جديد. قرر الشركاء بالإجماع الموافقة على تحول الشركة من شركة ذات مسؤولية محدودة إلى شركة مساهمة مقفلة برأس مال يبلغ عشرين مليون (20.000.000) ريال سعودي مقسم إلى مليوني (2.000.000) سهم، قيمة كل سهم منها عشرة (10) ريالات سعودية وجميعها أسهم عادية، وتم قيد الشركة بسجل الشركات المساهمة بموجب القرار الوزاري رقم (139)الصادر بتاريخ 07-05-1442هـ الموافق (22-12-2020م)، والقرار الوزاري رقم (139) الصادر بتاريخ 07-05-1442هـ الموافق (22-12-2020م)، والقرار الوزاري رقم (151) الصادر بتاريخ 12-05-1442هـ الموافق (27-12-2020م)، والسجل التجاري رقم (1010998871) وتاريخ 12-07-1437هـ الموافق (19-04-2016م) الصادربمدينة الرياض.

## الإدراج
إدرج سهم الشركة وبدء تداوله في السوق الموازية في يوم الخميس 03-06-1443هـ الموافق 06-01-2022 م برمز تداول 9524 وبالرمز الدولي.

## البيانات
| تاريخ التأسيس | تاريخ الادراج | الرمز الدولي | نهاية السنة المالية | مراجعي الحسابات | القيمة الاسمية للسهم | القيمة المدفوعة للسهم |
| ------------- | ------------- | ------------ | ------------------- | --------------- | -------------------- | --------------------- |
| 19-04-2016    | 06-01-2022    | SA15E1N4KQ13 | 31/12               |                 | 10                   | 10                    |

## ملف الأسهم
| رأس المال المصرح به (ريال سعودي) | عدد الأسهم المصدرة | رأس المال المدفوع (ريال سعودي) | القيمة الاسمية للسهم | القيمة المدفوعة للسهم |
| -------------------------------- | ------------------ | ------------------------------ | -------------------- | --------------------- |
| 20,000,000                       | 2,000,000          | 20,000,000                     | 10                   | 10                    |